# Алкута
Залежи ископаемых Алькута — важный палеонтологический объект на Севере Австралии, расположенный на станции Алькута в месте Анматжере, примерно в 115 километрах(71 миля) к северо-востоку от Алис-Спрингс в Центральной Австралии. Он примечателен наличием хорошо сохранившихся редких окаменелостей позвоночных миоценового периода, которые свидетельствуют об эволюции фауны и климата Северной территории. Залежи ископаемых в Алькуте также важны как исследовательское и учебное место для студентов-палеонтологов.
Месторождение Алькута представляет собой серию периодически соединяющихся озёр в пределах большого бассейна. Имеющиеся данные свидетельствуют о том, что концентрация окаменелостей обусловлена привязанностью жизни возле воды, в засушливые периоды животные концентрируются в непосредственной близости от постоянно сокращающегося озера, подпитываемого источниками, что приводит к гибели многих животных. Ископаемые фауны Алькута и Буллок-Крик свидетельствуют о том, что в середине миоценового геологического периода в Северной Австралии происходила аридизация. 

## История
Залежи ископаемых в Алькуте — одно из трёх известных мест нахождения ископаемых позвоночных в Северной территории, наряду с ручьём Буллок и колодцем Кенгуру. Хотя местные жители давно знали о существовании окаменелостей в Алькуте, но первые серьёзные исследования были проведены только в 1962 году. Дальнейшие раскопки проводились эпизодически до 1984 года, когда Музей и художественная галерея Северной территории начали ежегодную программу раскопок. В 1988 году на месте была построена постоянная полевая станция, а ценные заросли алькооты были огорожены забором, чтобы обеспечить им некоторую защиту. 
Возраст фауны Алькуты составляет около 8 миллионов лет, и она богата окаменелостями позвоночных. Это делает его особенно интересным, поскольку он находится между древними фаунами Кутьямарпу (Южная Австралия) и Буллок-Крик (Северная территория) и более молодыми отложениями Риверсли (Квинсленд) и Бомариса (Виктория). Из-за его промежуточного возраста можно распознать отдалённых предков хорошо изученной австралийской мегафауны, а также некоторых существующих форм. Ископаемые С этим районом связаны две стоянки, виды, найденные на них, описаны как представители местной фауны Алькоота и местной фауны Онгева позднего миоцена.

## Ископаемые
С этим районом связаны две стоянки, виды, найденные на них, описаны как представители местной фауны Алькоота и местной фауны Онгева позднего миоцена. Ископаемое месторождение состоит из серии линз, содержащих кости, на одном горизонте. Размеры отдельных линз составляют около 1 м в поперечнике и простираются на 170 м. Кости и зубы настолько многочисленны и часто плотно уложены, что раскопать одно ископаемое, не повредив другое, расположенное под ним, может быть непросто. Окаменелости указывают на существование сложного сообщества сумчатых, птиц и крокодилов, включая самое большое разнообразие видов Diprotodontidae, которое когда-либо было описано. 
Среди обнаруженных видов — одна из крупнейших птиц, когда-либо живших на земле, птица-громовержец Стиртона (Dromornis stirtoni), гигантские птицы Ilbandornis lawsoni и Ilbandornis woodburnei, мощный тилацин размером с волка (Thylacinus potens) и крупный сумчатый лев размером с леопарда (Wa В Алькуте также найдены окаменелости стада вомбатоподобных дипротодонтоидов Kolopsis torus и Plaisiodon centralis, двустворчатого Palorchestes painei, Pyramios alcootense и других кенгуру, крокодилов, бандикутов, опоссумов и мелких птиц.

## Внесение в список объектов культурного наследия
В 1995 году земля, описанная как "Участок 4075 Северной территории" и занимающая площадь 48,88 гектара (120,8 акров), была внесена в Реестр объектов культурного наследия Северной территории под названием "Ископаемые залежи Алькуты".